# Psychotria suaveolens
Psychotria suaveolens är en måreväxtart som beskrevs av Spencer Le Marchant Moore. Psychotria suaveolens ingår i släktet Psychotria och familjen måreväxter. Inga underarter finns listade i Catalogue of Life.